# Султанбаев, Темирболат Жумасилович
Темирболат Жумасилович Султанбаев (1941 — 4 августа 2020, Алма-Ата, Казахстан) — советский и казахстанский учёный в области медицины, травматолог, профессор кафедры травматологии и ортопедии КазНМУ им. С. Д. Асфендиярова; член-корреспондент Академии медицинских наук (АМН) Казахстана.

## Биография
В 1965 г. окончил Алматинский государственный медицинский институт (АГМИ).
В 1965—1966 гг. — врач-хирург Талдыкурганской областной больницы, в 1966—1969 гг. — главный врач Алматинской области станции переливания крови и врач-хирург областной больницы.
С 1969 г. — ассистент кафедры детской хирургии, в 1974—1986 гг. — заведующий кафедрой детской хирургии АГМИ.
Кандидат (1971), доктор медицинских наук (1979), тема диссертации «Острый гематогенный остеомиелит у детей: патогенетическая концепция, методы диагностики и лечения». Профессор (1980).
В 1986—1992 гг. — профессор кафедры факультетской хирургии Алматинского государственного медицинского института (АГМИ).
В 1992—2013 гг. — заведующий кафедрой травматологии и ортопедии КазНМУ им. С. Д. Асфендиярова.
С 2013 г. — профессор кафедры травматологии и ортопедии КазНМУ им. С. Д. Асфендиярова.
Член-корреспондент Академии медицинских наук Казахстана (1996).
Сфера научных исследований — травматология и ортопедия. Автор 285 научных работ. Подготовил 20 кандидатов медицинских наук, 8 докторов медицинских наук.
Имеет семь патентов на изобретения:
- фиксатор для компрессионного остеосинтеза
- устройство для стерилизации «Медозон-1»
- способ рентгенодиагностики повреждений связок коленного сустава
- устройство для остеосинтеза отломков костей при кососпиральных переломах
- устройство для остеосинтеза переломов шейки бедра
- аппарат для лечения переломов пяточной кости
- ортопедический аппарат на нижнюю конечность

## Награды и звания
- «Золотая медаль» КазНМУ им. С. Д. Асфендиярова (2016)

## Избранные труды
- «Балалардың несеп мүшелерінің аурулары»
- «Гнойная хирургическая инфекция у детей»
- «Острый гематогенный остеомиелит у детей»
- «Иммунодиагностика гнойно-воспалительных и септических заболеваний»
- «Внутрикостные промывания при остеомиелите у детей»